# Alara obscura
Alara obscura är en insektsart som först beskrevs av Frederick Arthur Godfrey Muir 1915.  Alara obscura ingår i släktet Alara och familjen Derbidae. Inga underarter finns listade i Catalogue of Life.

## Bildgalleri

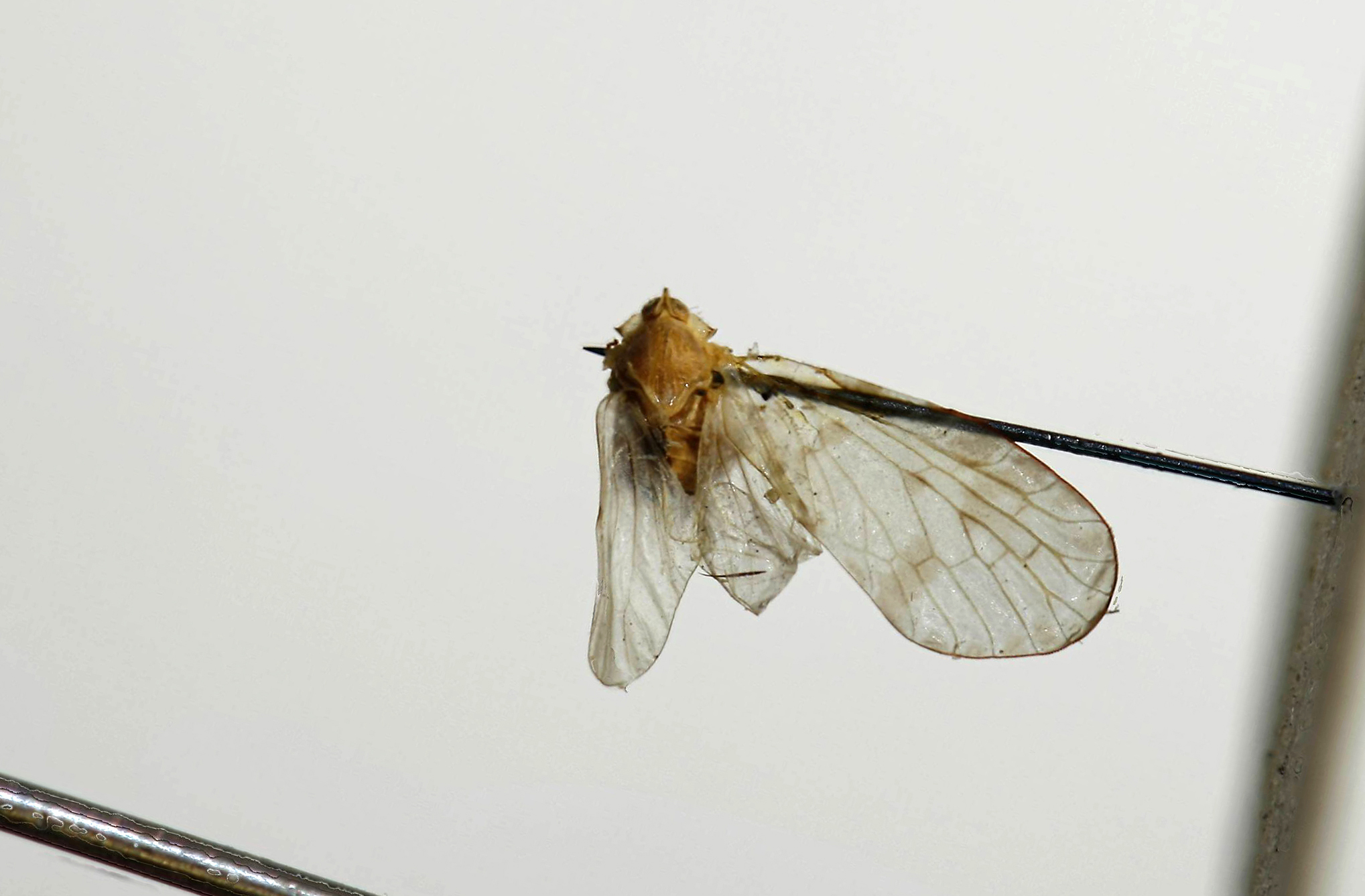
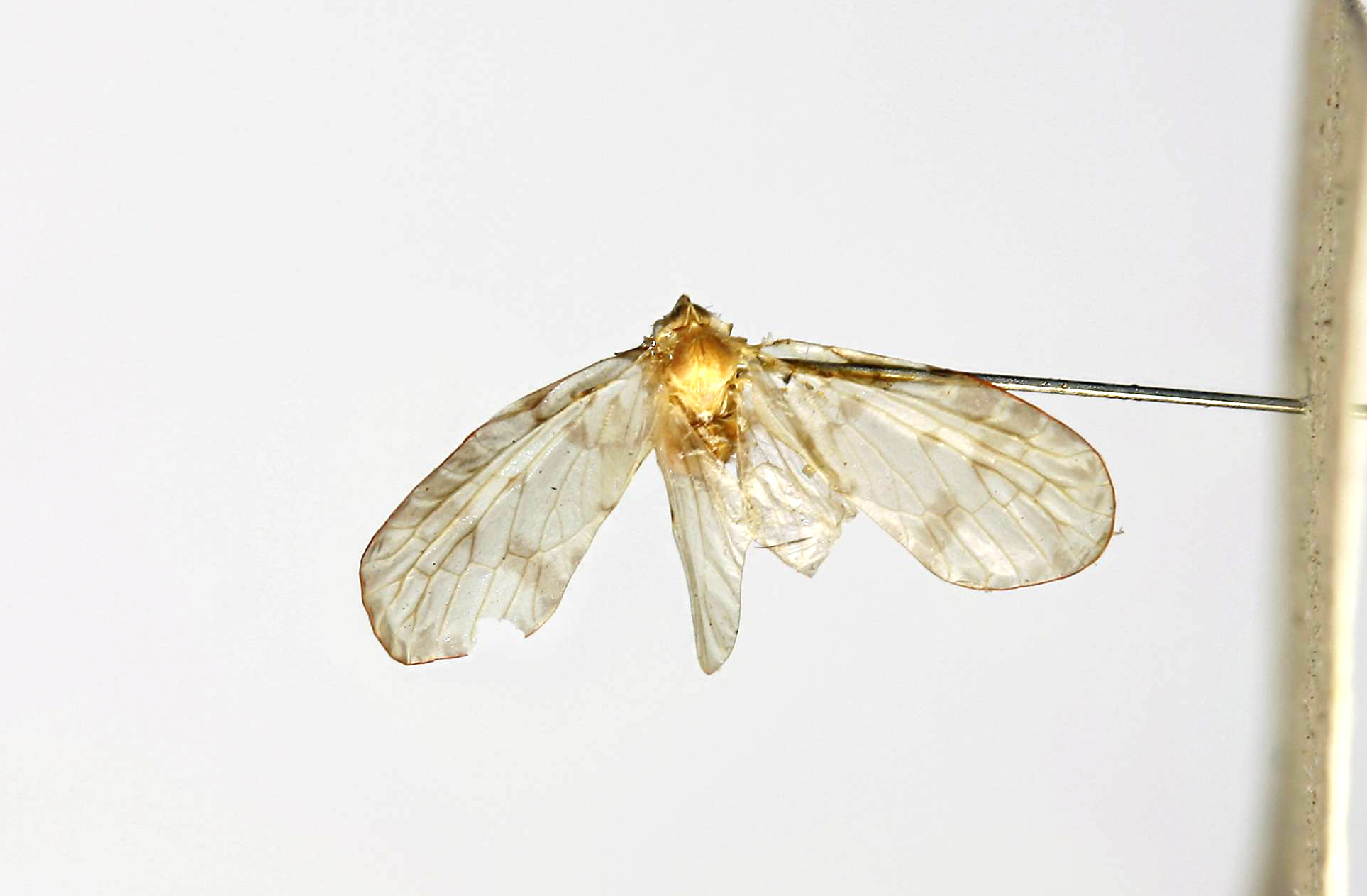